# Antrocaryon klaineanum
Espèce
Synonymes
- Antrocaryon soyauxii (Engl.) Engl.[1]
- Spondias soyauxii Engl.[1]

Antrocaryon klaineanum Pierre, dont le nom commun est onzabili, également connu sous l'appellation française « bouton d’antilope » , est un arbre de taille moyenne à feuilles caduques, présent en Afrique tropicale de l’Ouest (Nigeria, Cameroun, Guinée équatoriale, Gabon, Congo). Au Cameroun, l’arbre est répandu dans les forêts denses humides sempervirentes ainsi que dans les forêts semi-caducifoliées.

## Étymologie
L'épithète spécifique klaineanum rend hommage au père Théophile Klaine, botaniste français.

## Noms vernaculaires
L'onzabili est également connu localement sous les appellations suivantes : onkonko (badjoué) ; bongokoye, yogongo (banen); lingonga, ngonga (bassa) ; angonga, odzakon (boulou) ; bongongui, mongonga (douala) ; nkourankon (ejagham) ; angongui (ewondo) ; ndousombi (mabéa) ; onkonko (njem) ; angokon (ntoumou) ; mbasomi, ngwasomo (pygmées Bagielli) ; gongou (pygmées Baka).

## Description
Le fût est droit et cylindrique, légèrement renforcé à la base, avec une dimension de 100 cm au maximum. L'arbre peut atteindre une taille de 35 mètres.
Le bois est semblable au bois d’acajou en apparence, mais plus pâle. Il est léger en poids, doux, non durable, sensible aux champignons et aux termites. Le duramen est de couleur blanc rosâtre à brun pâle.
Les feuilles sont alternes et groupées en étoile à l’extrémité des rameaux.
Les fleurs pentamères, qui apparaissent de janvier à mars en saison sèche, ont une couleur blanc-jaunâtre. La fructification a lieu de septembre à octobre en saison pluvieuse. Le fruit est une drupe jaune aplatie de bas en haut, faisant jusqu’à 5 cm de haut et 6 cm de large. Son noyau, percé de 5 trous allongés, est aplati et comporte 5 lobes. Les graines sont au nombre de 3 à 4 par noyau, aplaties et courbes. 

## Utilisation
Anthrocaryon klaineanum produit des fruits comestibles à la pulpe juteuse et acide.
Le bois est utilisé en menuiserie, pour la fabrication de boîtes, caisses, et meubles notamment. 